# Świdnica
Świdnica (ɕfʲiˈdɲiʦa, deutsch Schweidnitz, schlesisch Schweinz, tschechisch Svídnice) ist eine Stadt in der Woiwodschaft Niederschlesien in Polen. Sie ist zugleich Verwaltungssitz der Landgemeinde Świdnica und des Powiat Świdnicki. Seit 2014 gehört Świdnica zum Ballungsraum Wałbrzych.
Von 1291 bis 1807 war Schweidnitz Residenzort des Herzogtums Schweidnitz.

## Geographie
Die Stadt liegt in Niederschlesien, rund 50 Kilometer südwestlich von Breslau in einem fruchtbaren Tal zwischen dem Zobten- und dem Eulengebirge an der Schweidnitzer Weistritz.
Nachbarorte sind Bolesławice und Wierzbna (Würben) im Norden, Krzyżowa (Kreisau) und Grodziszcze (Grätz) im Südosten, Burkatów (Burkersdorf); im Süden, Waldenburg (Wałbrzych) im Südwesten und Świebodzice (Freiburg in Schlesien) im Westen. Im Osten erhebt sich der 718 m hohe Zobtenberg.

## Geschichte

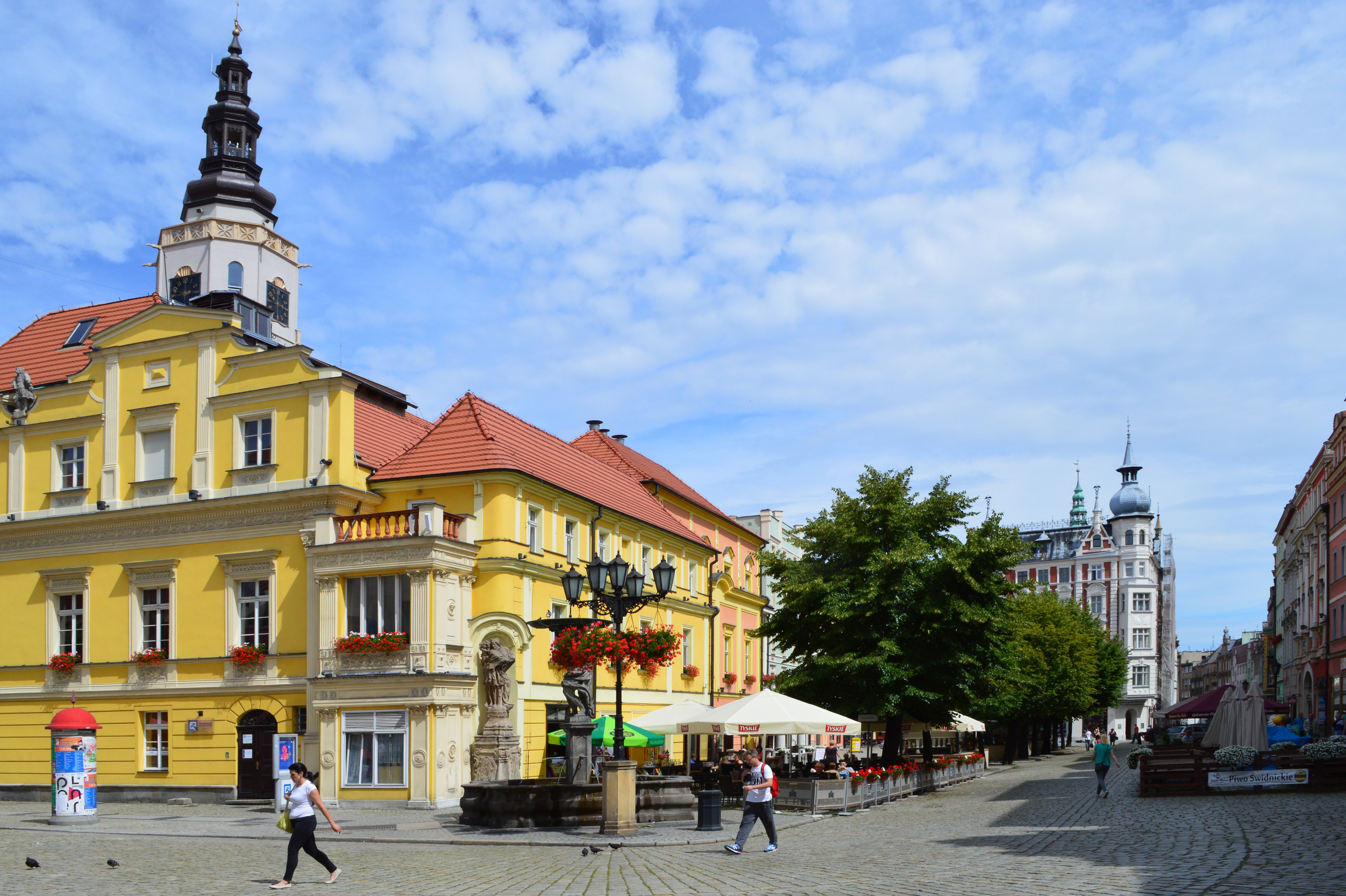
Schweidnitzer Ring

Schweidnitz wurde als Rastort für Kauf- und Fuhrleute an der neu angelegten Straße entlang der Preseka errichtet. Zugleich übernahm es die militärischen Aufgaben der ehemaligen Kastellanei Gräditz, der u. a. der Schutz der durch das Schlesiertal nach Böhmen führenden Straße oblag. Die Stadtgründung mit Weichbild und Meilenrecht erfolgte nach Neumarkter Recht. Als Stadt ist Schweidnitz erstmals für das Jahr 1243 urkundlich belegt. 1267 bestand außerhalb des Mauerrings ein Hospital, das 1283 durch Herzog Heinrich IV. an die Prager Kreuzherren mit dem Roten Stern übergeben wurde. Der 1274 erstmals erwähnte Vogt übte die Niedere und Hohe Gerichtsbarkeit aus.
Im Jahr 1290 verfügte Schweidnitz über ein eigenes Münzrecht und eine Münzstätte. Für das Jahr 1291 ist auf dem Ring ein Kaufhaus belegt, das zugleich als Rathaus diente. Die Herzogsburg, die im Nordwesten der Stadt lag, ist für das Jahr 1295 als curia und für das Jahr 1326 als castrum nachgewiesen. Schweidnitz gehörte zunächst zum Herzogtum Breslau und war ab 1290/91 neben dem Fürstenstein Sitz des eigenständigen Herzogtums Schweidnitz. Bereits ab Anfang des 14. Jahrhunderts entwickelte sich die Stadt zu einem überregionalen Handelsplatz und einem Zentrum der Bierbrauerei. Schweidnitzer Bier wurde u. a. nach Prag, Thorn und Ofen geliefert und erstmals 1332 im Breslauer Ratskeller ausgeschenkt.

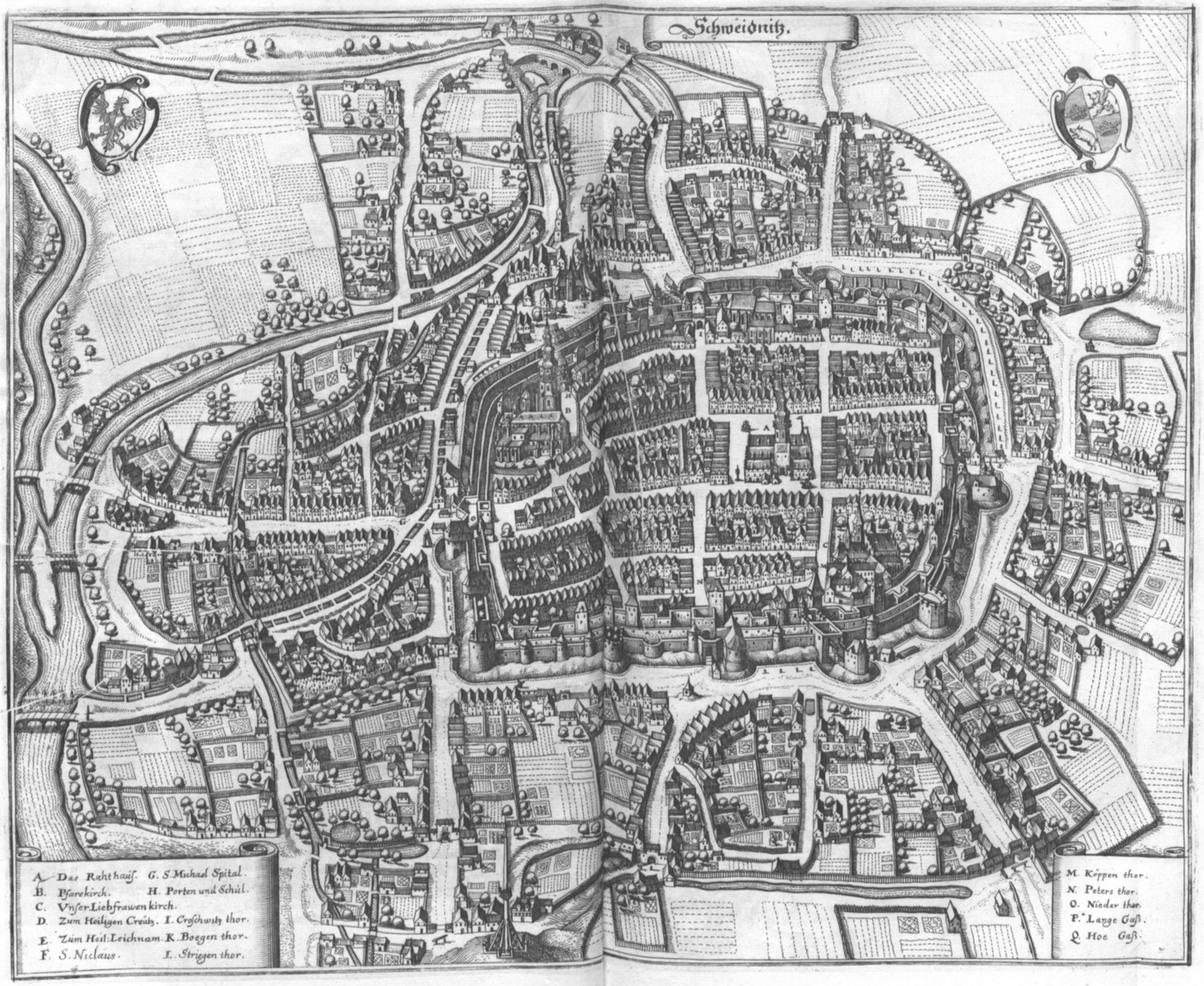
Merianstich von 1650

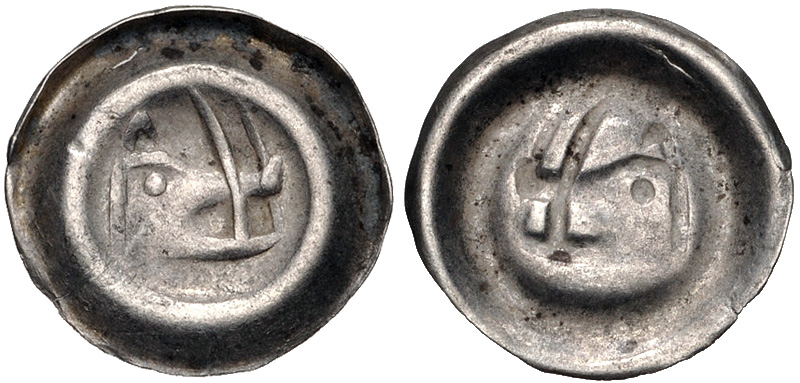
Schweidnitz, Stadt, Heller (Brakteat) um 1430 mit Eberkopf (Silber; 0,23 g; Durchmesser 15 mm) Saurma 212, 95, S. 6

Mit dem Vertrag von Trentschin lag auch Schweidnitz ab 1335 innerhalb der Grenzen des Heiligen Römischen Reichs. Zusammen mit dem Herzogtum fiel es nach dem Tod des Herzogs Bolko II. 1368 erbrechtlich an den römisch-deutschen und böhmischen König Wenzel, der ein Sohn der Herzogin Anna von Schweidnitz war. Allerdings verfügte Bolkos II. Witwe Agnes von Habsburg bis zu ihrem Tod 1392 über die Nutznießung des nunmehr böhmischen Erbfürstentums Schweidnitz-Jauer. Dieses wurde durch Landeshauptleute verwaltet und gelangte 1526 zusammen mit der Krone Böhmen an die Habsburger. Ab 1522 breitete sich die Reformation in Schweidnitz aus. Mit Ausnahme der Nikolaikirche wurden alle Kirchen den Evangelischen übergeben und sämtliche Klöster aufgelöst. Der wirtschaftlichen Bedeutung nach stand Schweidnitz um 1550 unter den schlesischen Städten an zweiter Stelle hinter Breslau und war mit 5000 Einwohnern fast so groß wie dieses. 1580 gewährte Kaiser Rudolf II. in seiner Eigenschaft als König von Böhmen der Stadt Schweidnitz das Privileg der freien Ratswahl. Zu einem Niedergang des Wohlstands kam es im Dreißigjährigen Krieg. 1629–1654 musste die Stadt für die Verpflegung der einquartierten Soldaten mehr als 370.000 Taler ausgeben. 1642 wurde die Stadt von den Schweden unter Lennart Torstensson erobert. Von den 1300 Häusern sollen nach dem Krieg nur 118 unversehrt gewesen und nur noch 200 Einwohner übrig geblieben sein. Dadurch ging die wirtschaftliche Bedeutung verloren, dennoch blieb Schweidnitz im 17. Jahrhundert als Münzstätte erhalten. Durch die ab 1622/24 gezielt verfolgte Rekatholisierung konnten die Ordensangehörigen der Dominikaner und der Franziskaner nach Schweidnitz zurückkehren. 1664 errichteten die Jesuiten ein Kollegiatstift neben der Stadtpfarrkirche, die ihnen 1637 übergeben worden war.

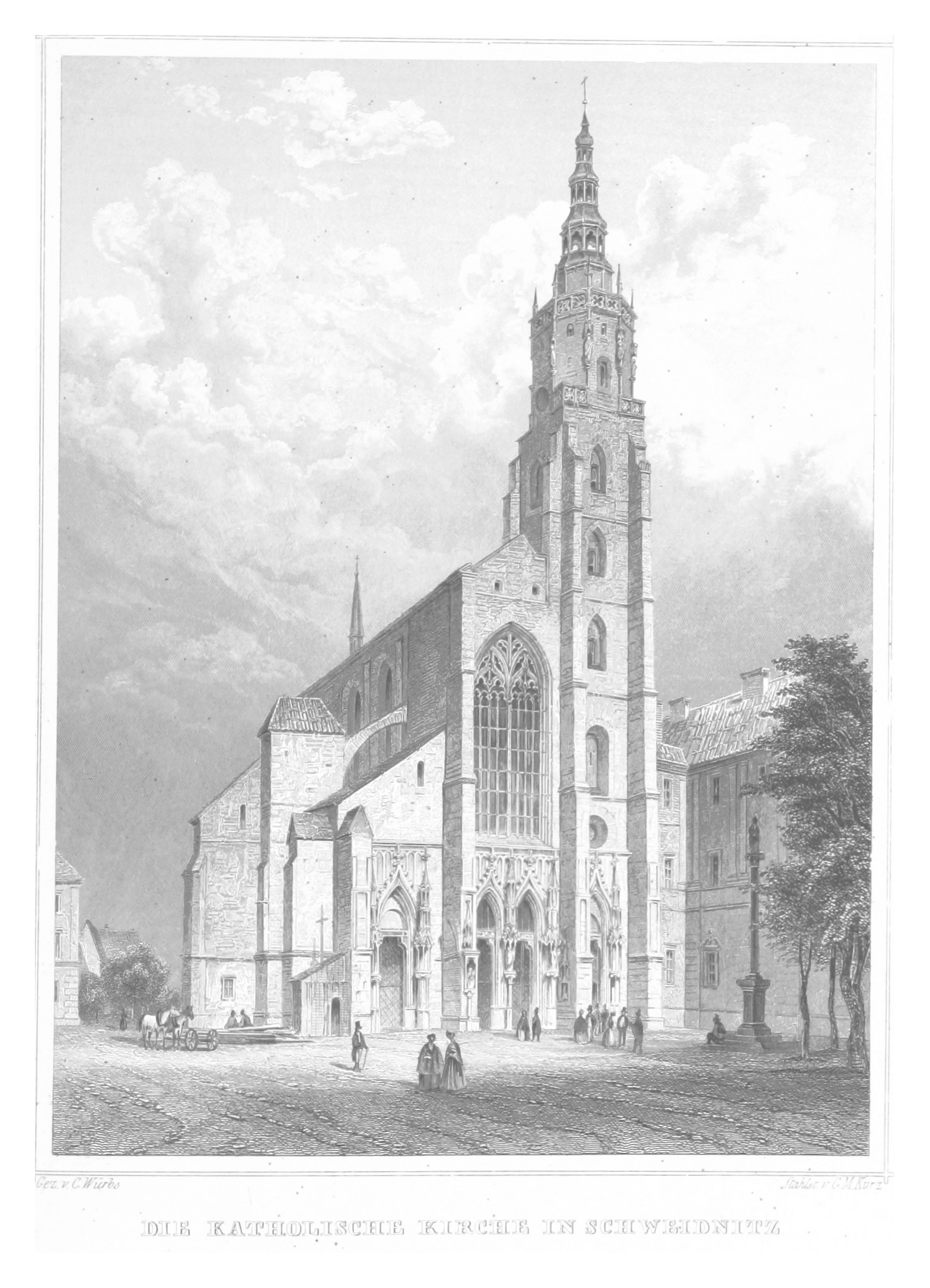
Lithographie der Stadtpfarrkirche, 1852

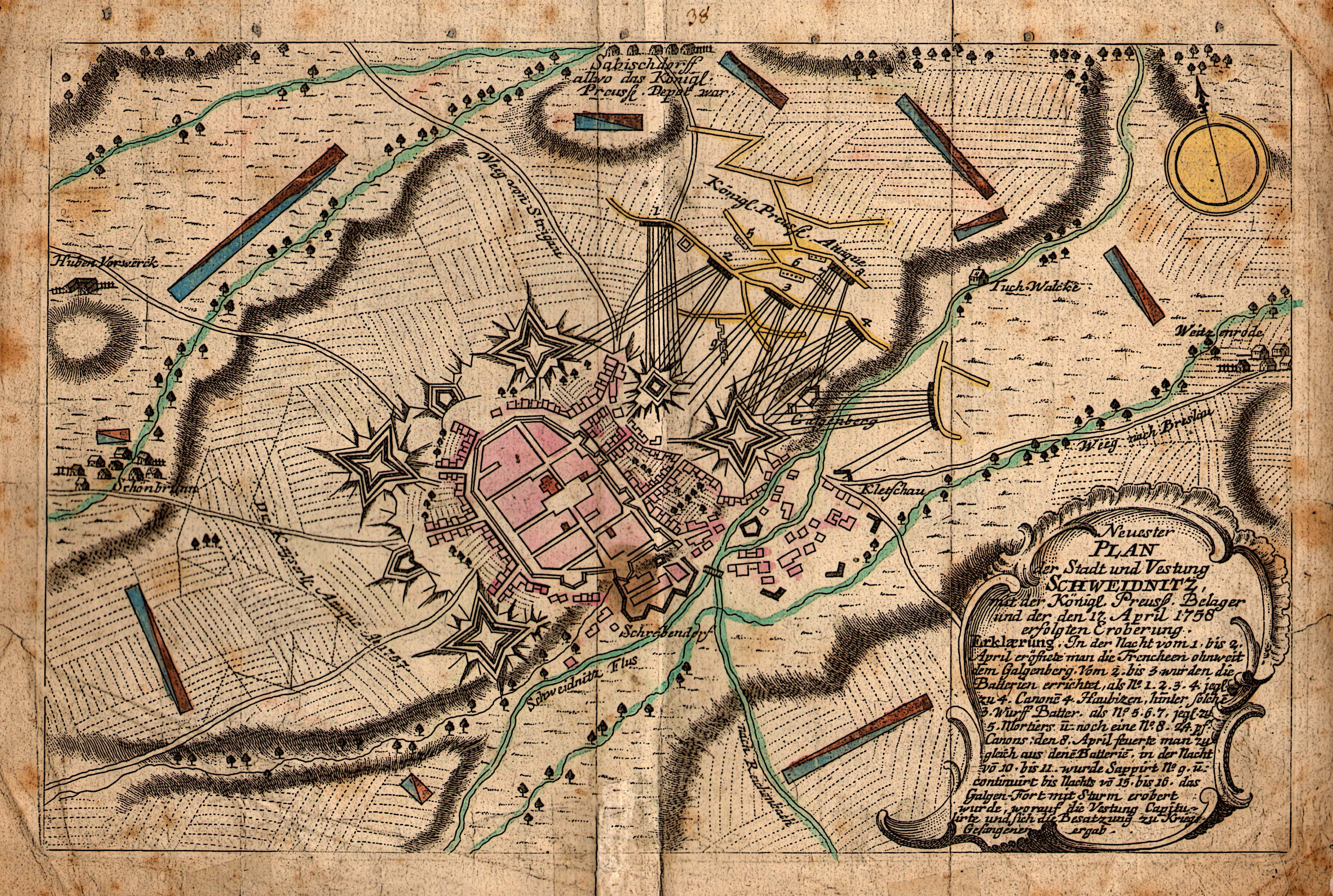
Belagerungsplan von Schweidnitz, 1758

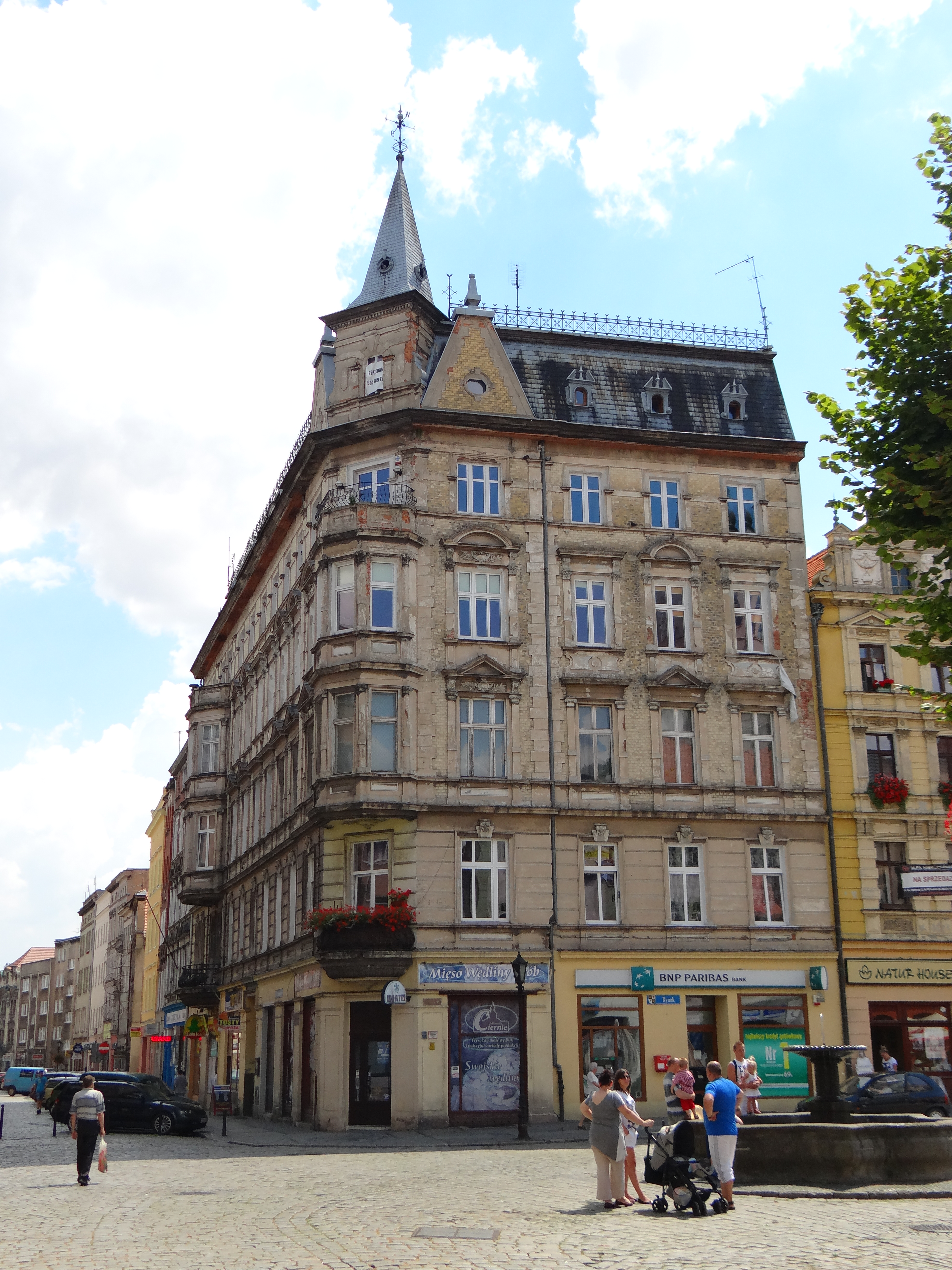
Wohnhaus aus der Gründerzeit am Ring

Nach dem Ersten Schlesischen Krieg (1740–1742) fiel Schweidnitz mit dem größten Teil Schlesiens an Preußen. Nachfolgend ließ König Friedrich II. die Stadt zu einer Festung ausbauen, die aus einem inneren Wallgraben und dem äußeren Fort Bestand. Trotzdem wurde es im Siebenjährigen Krieg von den Österreichern mehrmals erobert. Vom 29. September bis 12. November 1757 belagerten sie die Festung Schweidnitz unter General Nádasdy. Schon am 15. Dezember d. J. kehrten die Preußen zurück. Der preußische General von Treskow konnte am 16. April 1758 die Kapitulation der Österreicher entgegennehmen. Am 1. Oktober 1761 überfiel der österreichische General von Laudon Schweidnitz. Er konnte den kommandierenden General Leopold von Zastrow gefangen nehmen und 357 Geschütze erbeuten. Mit der Rückeroberung wurde General von Tauentzien beauftragt. Die durch den preußischen Sieg in der Schlacht bei Burkersdorf am 21. Juli 1762 ermöglichte Belagerung begann am 7. August 1762. Der österreichische General Franz Guasco ergab sich am 9. Oktober d. J. Danach fiel Schweidnitz endgültig an Preußen und wurde durch vier detachierte Forts bedeutend verstärkt. 1793 wurde die städtische Gerichtsbarkeit aufgehoben und Schweidnitz Sitz eines Amts- und Landgerichts.
Im Vierten Koalitionskrieg ergab sich am 16. Februar 1807 die Festung Schweidnitz den Franzosen, die mit dem Abbruch der Befestigungen begannen. Durch die 1810 in Preußen angeordnete Säkularisation wurden die Klöster der Dominikaner, Franziskaner und Kapuziner aufgelöst und das Klostergut weltlichen Zwecken übergeben bzw. abgerissen. Nur das Kloster und die Klosterkirche der Ursulinerinnen, welche 1700 von Breslau nach Schweidnitz kamen und 1712 ein Kloster von den Grafen Schaffgotsch erhielten, wurden verschont, da sie ein Lyzeum für den öffentlichen Mädchenunterricht unterhielten (Das Kloster bestand bis 1945).
Nach der Neugliederung Preußens gehörte Schweidnitz seit 1815 zur Provinz Schlesien und war ab 1816 Sitz des Landkreises Schweidnitz. 1844 erhielt Schweidnitz mit der Nebenstrecke nach Königszelt Anschluss an die Bahnstrecke Breslau–Waldenburg. Nachfolgend erfolgte eine Industrialisierung der Stadt. Es entstanden Unternehmen der Maschinen-, Elektro- und Rundfunkindustrie und Möbel- und Spielzeugfabriken. Die namhafte Orgelbaufirma Schlag & Söhne baute unter anderem 1888 die Orgel der alten Berliner Philharmonie. Anstelle der bereits 1867 geschleiften Befestigungen entstanden Promenaden und Grünanlagen, so dass sich die Stadt bedeutend ausweiten konnte. 1851 wurde Gustav Glubrecht Bürgermeister, 1856 Oberbürgermeister der Stadt.
Ab dem 1. April 1899 bildete Schweidnitz einen eigenen Stadtkreis, blieb jedoch weiterhin Sitz des gleichnamigen Landkreises. 1907 wurde Bernhard Kaewel Bürgermeister und 1908 Oberbürgermeister von Schweidnitz. Zum 1. Oktober 1938 wurde das Stadtgebiet durch Eingliederung von Teilen der Gemeinden Kroischwitz, Nieder-Bögendorf und Schönbrunn aus dem Landkreis Schweidnitz vergrößert. 1939 wurden 39.000 Einwohner gezählt.

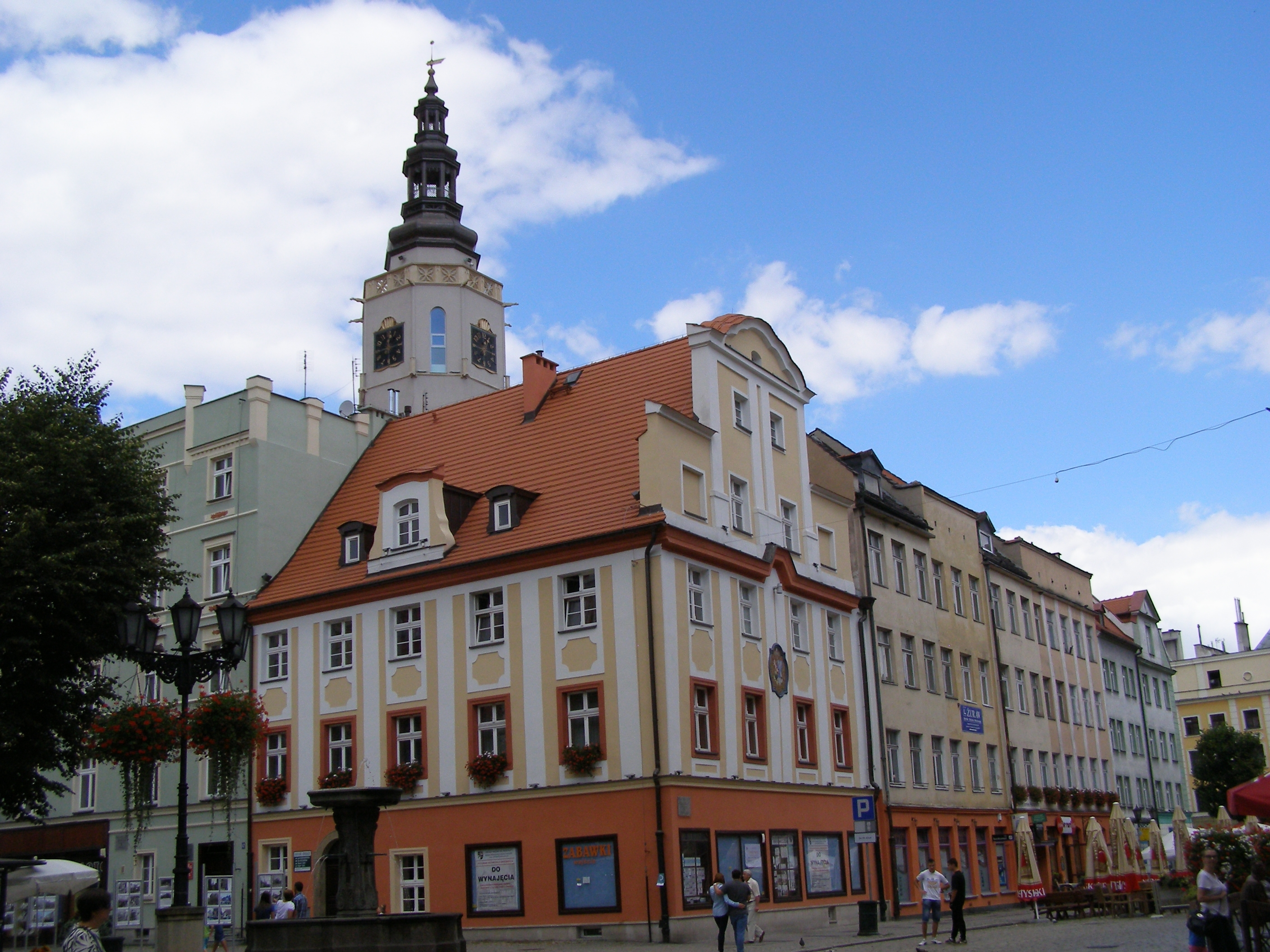
Restaurierte Wohn- und Geschäftshäuser am Ring (2013)

Am Ende des Zweiten Weltkriegs wurden etwa zwei Drittel der Einwohner ins nahe Gebirge und das Sudetenland evakuiert. Am 8. Mai 1945 besetzte die Rote Armee das kaum zerstörte Schweidnitz und plünderte es mehrere Tage, verbunden mit Vergewaltigungen und Brandstiftungen und ersten Vertreibungen. Unter dem sowjetischen Militärkommandanten etablierte sich neben der deutschen Stadtverwaltung ab dem 17. Mai eine Verwaltung der Volksrepublik Polen unter Felix Olczyk, die im Juli nach Auflösung der sowjetischen Kommandantur die Stadt übernahm. Schweidnitz erhielt den polnischen Namen Świdnica. In den Jahren 1945 bis 1947 erfuhr die bis dahin deutsch besiedelte Stadt durch die Vertreibung der Einheimischen und die Zuwanderung von Polen stufenweise einen völligen Bevölkerungsaustausch. Etwa ein Viertel der Polen waren teilweise Zwangsumgesiedelte aus Ostpolen, das an die Sowjetunion gefallen war. Von 1975 bis 1998 gehörte die Stadt zur Woiwodschaft Wałbrzych (Waldenburg), seit 1999 gehört sie zur Woiwodschaft Niederschlesien.
Wirtschaftliche Bedeutung erlangte nach der Absetzung des kommunistischen Regimes 1989 vor allem die Elektroindustrie. Daneben gibt es Betriebe für Gerüst- und Steigtechnik, Möbelherstellung, Lederverarbeitung, Druckwesen und Textilindustrie. Nach 1990 haben auch ausländische Investoren Zulieferbetriebe für die Automobilindustrie in Świdnica gegründet (Autoelektrik, Bezugsstoffe).
Am 25. März 2004 wurde Świdnica Sitz des neu gegründeten Bistums Świdnica, das dem Erzbistum Breslau als Suffragan untergeordnet ist.

### Bevölkerungsentwicklung
| Jahr | Einwohner | Anmerkungen |
| ---- | --------- | --- |
| 1875 | 19.681    | [ 10 ] |
| 1880 | 22.202    | [ 10 ] |
| 1885 | 23.699    | [ 10 ] |
| 1890 | 24.725    | davon 15.033 Evangelische, 9.392 Katholiken und 253 Juden                                                                    |
| 1900 | 28.439    | davon 16.980 Evangelische und 11.214 Katholiken                                                                              |
| 1905 | 30.540    | mit der Garnison (ein Grenadierregiment Nr. 10 und ein Feldartillerieregiment Nr. 42), davon 12.067 Katholiken und 164 Juden |
| 1910 | 31.329    | davon 18.981 Evangelische und 12.078 Katholiken                                                                              |
| 1925 | 30.758    | davon 19.422 Evangelische, 10.588 Katholiken, 84 sonstige Christen, 130 Juden                                                |
| 1933 | 34.153    | davon 21.744 Evangelische, 11.574 Katholiken, drei sonstige Christen, 114 Juden                                              |
| 1939 | 35.038    | davon 21.899 Evangelische, 11.756 Katholiken, 118 sonstige Christen, 25 Juden                                                |
| 1950 | 27.805    | |
| 1970 | 47.673    | |
| 1990 | 63 231    | |
| 2011 | 60.213    | [ 12 ] |

## Wappen
Blasonierung: Geviert, im ersten und vierten schwarzen Feld eine goldene Krone, im zweiten in Silber ein roter Greif, im dritten in Silber ein links hinspringender schwarzer Eber.
Bis zum Jahr 1492 besaß Schweidnitz zwei Stadtwappen. Der rote Greif, der seit dem Jahr 1284 bekannt ist, war ein altes Stadtsiegelbild. Das schwarze Eberschwein wurde seit 1335 auf Schöffensiegeln verwendet. Es spielt auf den Ortsnamen an. Beide galten als gleichberechtigt. Auf Antrag der Stadt Schweidnitz gestattete König Vladislav II. von Böhmen am 29. November 1492, dem Wappen eine Krone hinzuzufügen. Daraufhin vereinigten die Schweidnitzer beide Wappen mit der Krone zum heute bekannten Stadtwappen.

## Verkehr
Der Bahnhof Świdnica Miasto (Schweidnitz Stadt), der ehemalige Hauptbahnhof, liegt an der Bahnstrecke Katowice–Legnica (Kattowitz – Liegnitz). Im Süden der Stadt kreuzte sich diese mit der Bahnstrecke Wrocław–Jedlina-Zdrój (Breslau – Bad Charlottenbrunn), die allerdings nur noch in Richtung Norden ein Güteranschluss ist, in Richtung Süden aber genauso wie der Kreuzungsbahnhof Świdnica Kraszowice selbst stillgelegt ist. Es besteht eine Verbindungskurve vom Bahnhof Świdnica Przedmieście an der Strecke in Richtung Breslau zum Bahnhof Świdnica Miasto.

## Sehenswürdigkeiten

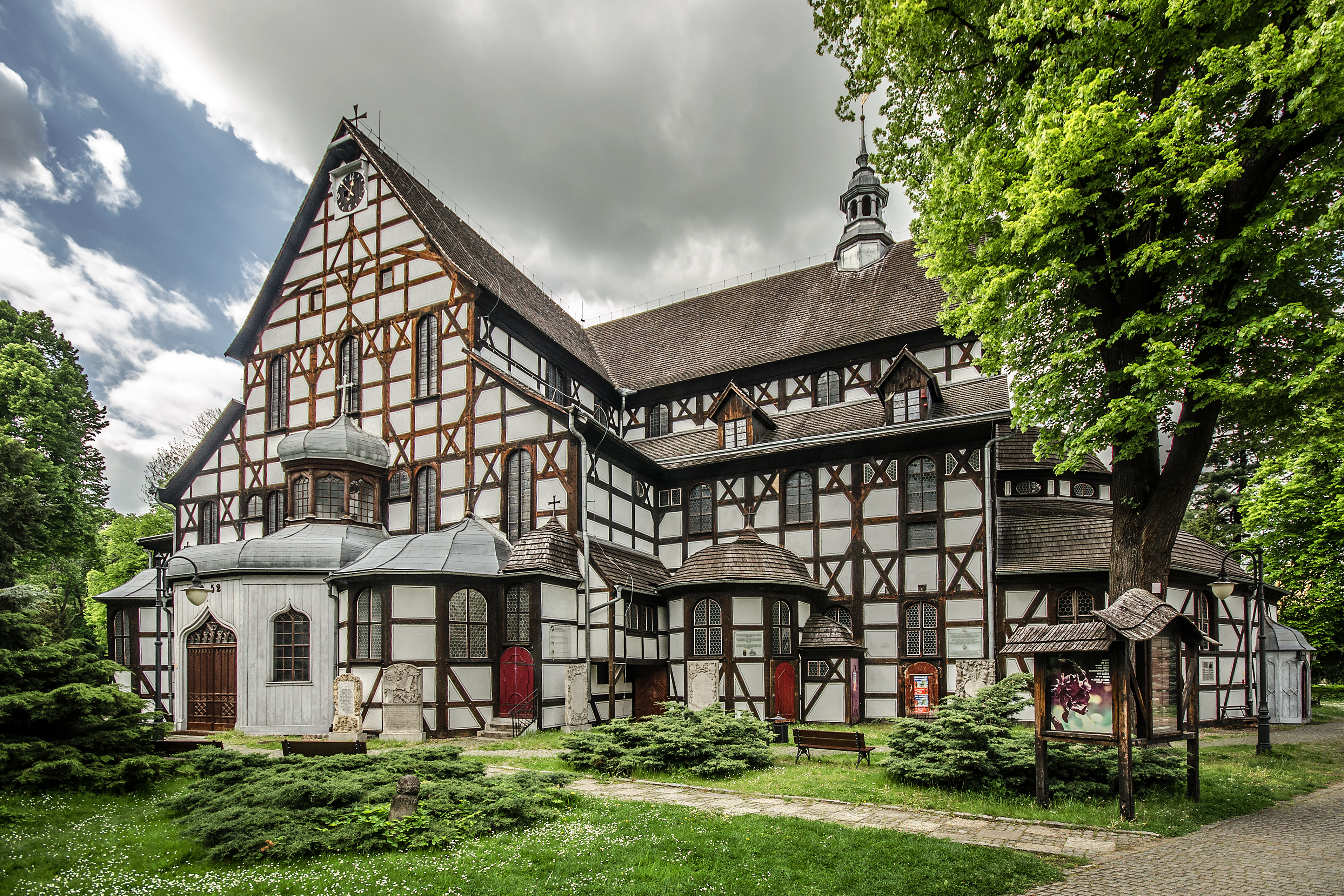
Die Friedenskirche gilt als die größte Fachwerkkirche in Europa.

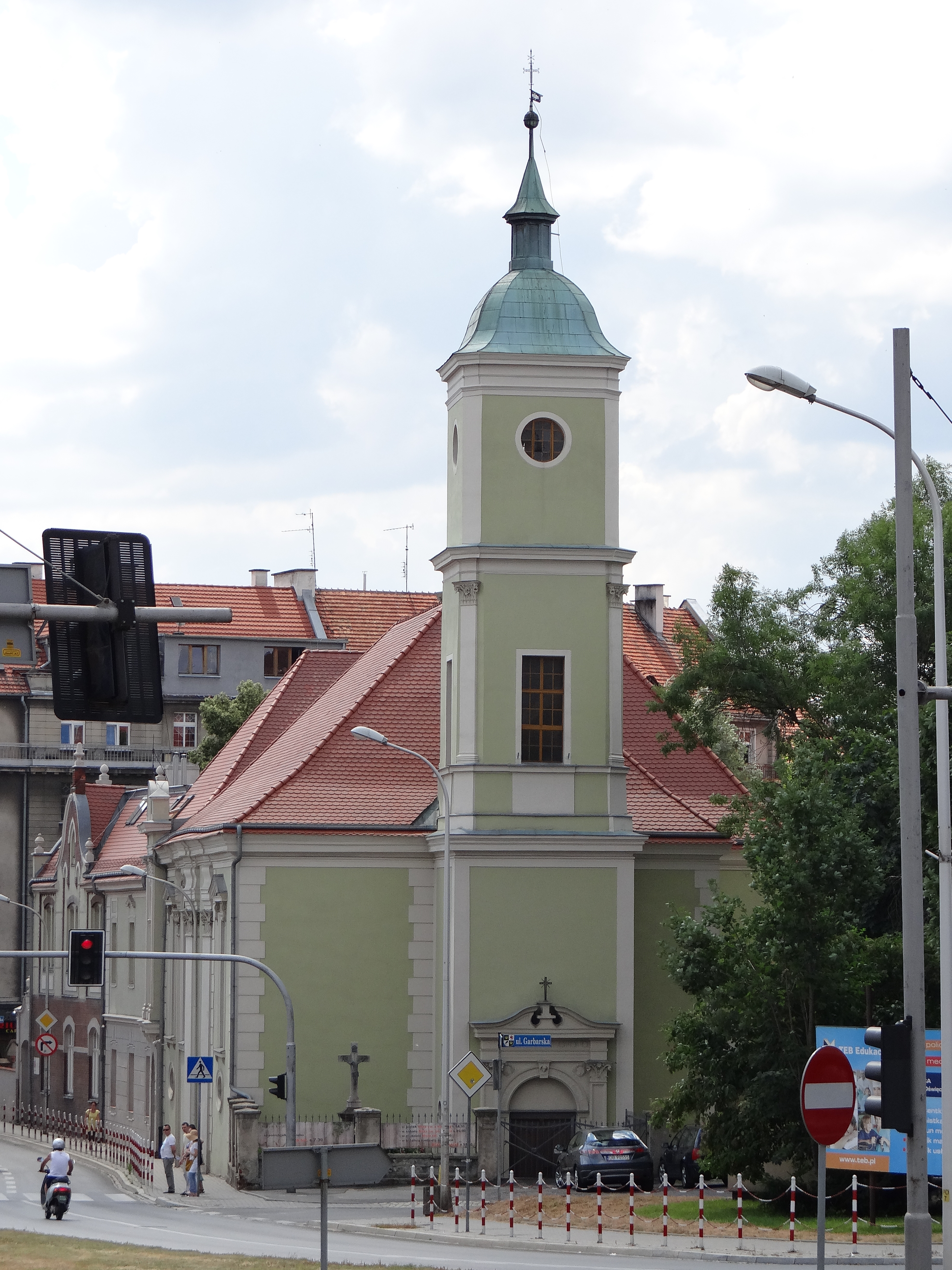
Pfarrkirche Hl. Kreuz und Kreuzherrenkommend

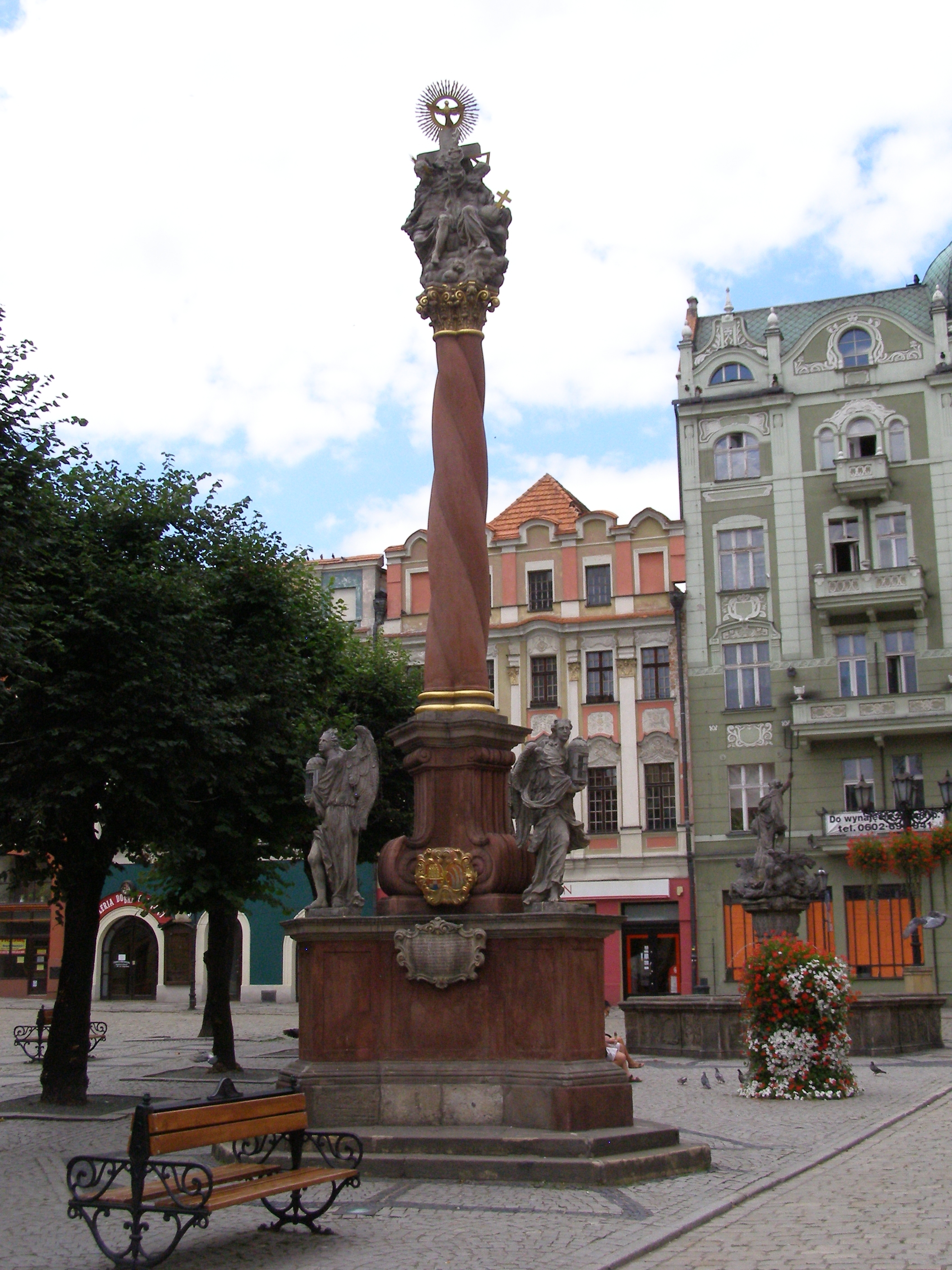
Dreifaltigkeitssäule

- Die evangelische Friedenskirche entstand 1656/57 als eine der drei Friedenskirchen, die Schlesien mit dem Westfälischen Frieden zugestanden wurden. Seit 2001 gehört sie zum Weltkulturerbe.
- Die Stadtpfarrkirche St. Stanislaus und Wenzel (Kościół ŚŚ. Stanisława i Wacława), seit 2004 Kathedrale des 2004 neu geschaffenen Bistums Świdnica, wurde 1325–1488 an der Stelle eines 1250 erwähnten Vorgängerbaus errichtet. Nach einem Brand 1532 wurde sie bis 1535 wiederaufgebaut. Das Patronat übte im Mittelalter das Breslauer Klarenstift aus. 1561–1629 diente sie als evangelisches Gotteshaus. Um 1660 wurde sie den Jesuiten übergeben, die sie um 1700 barockisierten. Sie beauftragten für die Ausgestaltung namhafte Künstler, u. a. Michael Willmann, Johann Jacob Eybelwieser, Johann Georg Etgens, den Jesuiten Johann Riedel und Georg Leonhard Weber.
- Die Pfarrkirche Hl. Kreuz und Kreuzherrenkommende (Kościół Św. Krzyża i klasztor Krzyżowców) wurde 1718/19 an der Stelle des ehemaligen Hospitals errichtet und 1633 durch Brand zerstört. Nach einem Umbau ab 1865 im Stil des Klassizismus wurde sie 1868 eingeweiht.
- Die Pfarrkirche St. Joseph und Ursulinenkloster (Kościół Św. Józefa i klasztor Urszulanek) wurde 1754–1772 durch den Architekten Wenzel Mattausch für die Ursulinerinnen im Stil des Spätbarocks errichtet. Die Rokoko-Kanzel ist eine Stiftung des Grüssauer Abtes Placidus Mundfering (1768–1787). Die benachbarten Klostergebäude entstanden 1731–1734 nach Entwurf des Schweidnitzer Baumeisters Christoph Koehler. 1874 wurde die Gesamtanlage umgebaut.
- Die ehemalige Pfarrkirche St. Barbara (Dawny kościół Św. Barbary) wurde 1500/01 als Stiftung des Johann von Sachkirch errichtet. Nach den Zerstörungen im Dreißigjährigen Krieg wurde sie 1691–1699 wiederaufgebaut. 1565–1628 und 1741–1818 diente sie als evangelisches Gotteshaus, danach als Arsenal. 1982 wurde sie renoviert.
- Rathaus Schweidnitz
- Das ehemalige Jesuitenkolleg (Dawne kolegium i konwikt Jesuitów) wurde 1664–1667 neben der Stadtpfarrkirche errichtet. Das angrenzende Jesuitenkonvikt entstand 1671 als Stiftung des Jakob von Tamm. 1741 wurde es als Lazarett genutzt, ab 1802 als königliche Erziehungsanstalt.
- Das ehemalige Kapuzinerkloster wurde 1676 auf dem Gelände der ehemaligen Herzogsburg durch Christoph Wenzel von Nostitz-Rokitnitz gestiftet. Nach 1810 diente es als Armenhaus und städtisches Versorgungsamt, 1928–1939 als Museum.
- Die ehemalige Kapuzinerkirche wurde 1782–1688 errichtet und Mariä Unbefleckte Empfängnis geweiht. Nach einer Modernisierung 1818 diente sie bis 1945 als evangelische Garnisonkirche.
- Die ehemalige Franziskanerkirche wurde 1854 durch ein evangelisches Gymnasium überbaut, in dem sich gegenwärtig eine Grundschule befindet.
- Das ehemalige Grüssauer Haus (Dawny dwór opatów krzeszowskich), das auch als „Stiftshof“ bezeichnet wurde, entstand 1723–1725 als Stadtresidenz für die Äbte des Klosters Grüssau. Es wurde unter Abt Dominicus Geyer nach einem Entwurf des Baumeisters Felix Anton Hammerschmidt im Stil des Barock errichtet.
- Die Dreifaltigkeitssäule vor dem Rathauserker, deren Schöpfer nicht bekannt ist, wurde 1693 vom Schweidnitzer Landeshauptmann Johann Joachim Michael von Sinzendorf gestiftet.
- Maria-Cunitz-Denkmal
- Stadttheater Schweidnitz

## Politik

### Stadtpräsident
An der Spitze der Verwaltung steht der Stadtpräsident. Seit 2014 ist dies Beata Moskal-Słaniewska, die der SLD angehört, aber für ihr eigenes Wahlkomitee antritt. Die turnusmäßige Wahl im April 2024 brachte folgendes Ergebnis:
- Beata Moskal-Słaniewska (Wahlkomitee Beata Moskal-Słaniewska) 38,4 % der Stimmen
- Jan Dzięcielski (Koalicja Obywatelska) 23,5 % der Stimmen
- Sylwia Osojca-Kozłowka (Wahlkomitee „Außerhalb des Systems“) 19,5 % der Stimmen
- Krzysztof Lewandowski (Prawo i Sprawiedliwość) 18,6 % der Stimmen

In der damit notwendigen Stichwahl wurde die Amtsinhaberin Beata Moskal-Słaniewska mit 55,9 % der Stimmen gegen den KO-Kandidaten Dzięcielski für eine weitere Amtszeit gewählt.
Die turnusmäßige Wahl im Oktober 2018 brachte folgendes Ergebnis:
- Beata Moskal-Słaniewska (Wahlkomitee Beata Moskal-Słaniewska) 69,9 % der Stimmen
- Jacek Drobny (Prawo i Sprawiedliwość) 17,7 % der Stimmen
- Marcin Paluszek (Wahlkomitee „Entwicklungsforum Świdnica“) 6,9 % der Stimmen
- Janusz Solecki (Wahlkomitee „Unabhängiges Świdnica“) 3,6 % der Stimmen
- Robert Garstecki (Kukiz’15) 2,0 % der Stimmen

Damit wurde die Amtsinhaberin Beata Moskal-Słaniewska bereits im ersten Wahlgang für eine weitere Amtszeit gewählt.

### Stadtrat
Der Stadtrat von Świdnica besteht aus 23 Mitgliedern. Die Wahl 2024 führte zu folgendem Ergebnis:
- Koalicja Obywatelska (KO) 36,6 % der Stimmen, 8 Sitze
- Prawo i Sprawiedliwość (PiS) 26,4 % der Stimmen, 6 Sitze
- Wahlkomitee Beata Moskal-Słaniewska 24,1 % der Stimmen, 5 Sitze
- Wahlkomitee „Außerhalb des Systems“ 12,9 % der Stimmen, 2 Sitze

Die Wahl 2018 führte zu folgendem Ergebnis:
- Koalicja Obywatelska (KO) 24,3 % der Stimmen, 7 Sitze
- Wahlkomitee Beata Moskal-Słaniewska 22,7 % der Stimmen, 6 Sitze
- Prawo i Sprawiedliwość (PiS) 20,8 % der Stimmen, 6 Sitze
- Wahlkomitee „Lokale Verwaltungsgemeinschaft der Region Świdnica“ 12,3 % der Stimmen, 3 Sitze
- Wahlkomitee „Entwicklungsforum Świdnica“ 9,8 % der Stimmen, 1 Sitz
- Wahlkomitee „Unabhängiges Świdnica“ 5,4 % der Stimmen, kein Sitz
- Kukiz’15 4,7 % der Stimmen, kein Sitz

### Partnerstädte
Świdnica listet folgende acht Partnerstädte auf:
| Stadt               | Land                   | seit                                              |
| ------------------- | ---------------------- | ------------------------------------------------- |
| Biberach an der Riß | Deutschland            | 1990                                              |
| Iwano-Frankiwsk     | Ukraine                | 2008                                              |
| Kazincbarcika       | Ungarn                 | 1999                                              |
| Lampertheim         | Deutschland            | 2006, Partnerschaft mit der Landgemeinde Świdnica |
| Lübbenau/Spreewald  | Deutschland            | 2005                                              |
| Nischyn             | Ukraine                | 2001                                              |
| Police nad Metují   | Tschechien             | 1994                                              |
| Švenčionys          | Litauen                | 2002                                              |
| Tendring            | Vereinigtes Königreich | 1999                                              |
| Trutnov             | Tschechien             | 1998                                              |

## Persönlichkeiten
- Nikolaus Stör († 1424), Professor an der Prager Karlsuniversität und an der Universität Leipzig
- Johannes Hoffmann von Schweidnitz (um 1375–1451), römisch-katholischer Theologe und Rektor der Universitäten von Prag und Leipzig sowie als Johannes IV. Bischof von Meißen
- Thomas Stoltzer (um 1475–1526), Komponist
- Caspar Ursinus Velius (um 1493–1539), Humanist, Dichter, kaiserlicher Hofhistoriograph und Erzieher
- Franz Köckritz (1497–1565), ab 1526 Schöppenschreiber (Gerichtsschreiber), 1535–1542 Stadtschreiber in Schweidnitz
- Christoph Irenäus (ca. 1522–1595), gnesiolutherischer Theologe
- Daniel Scheps (1534–1609), deutscher Mediziner, Dichter, Chronist und Herr auf Bunzelwitz
- Maria Cunitz (1610–1664), Astronomin, wohnte in Schweidnitz
- Sigismund Hahn (1664–1742), Leibarzt des polnischen Prinzen Jakob Sobieski, Begründer der Wasserheilkunde in Deutschland
- Benjamin Schmolck (1672–1737), Pfarrer an der Friedenskirche, Liederdichter
- Johann Gottlieb Milich (1678–1726), deutscher Gelehrter, Sammler, Jurist und Bibliotheksstifter
- Ernst Sigismund Schober (1681–1749), Amtsadvokat, Kirchendeputierter und Rechtskonsulent, Lehensherr auf Bögendorf
- Johann Gottfried von Hahn (1694–1753), Magister, erster Dekan des Breslauer Collegii Medici, Mitglied der Kaiserlichen Akademie der Naturforscher in Halle
- Johann Siegmund Hahn (1696–1773), Verfasser des Buchs Unterricht von Krafft und Würckung des frischen Wassers in die Leiber der Menschen (…), das zur Grundlage der Kneipp-Kur wurde
- Johann Christoph Glaubitz (1700–1767), Architekt, einflussreicher Bauherr im Baltikum
- Johann Gottlieb Janitsch (1708–ca. 1763), Komponist
- Johann Josef Karl Henrici (1737–1823), Barockmaler und Schöpfer des Herz-Jesu-Bildes in der Bozner Stadtpfarrkirche
- George August Kunowski (1757–1838), Pastor Primarius und Superintendent an der Friedenskirche und Ehrenbürger von Schweidnitz
- Johanna Antoni (1762–1843), Schriftstellerin
- Karl Rolla du Rosey (1784–1862), preußischer Generalmajor
- Augustin Siegert (1786–1869), Maler und Kunstlehrer
- Eduard Hufeland (1790–1840), preußischer Landrat und Arzt
- Wilhelm Erdmann Karl August von Pückler-Groditz (1790–1859), preußischer Generalleutnant
- Gustav Glubrecht (1809–1891), Oberbürgermeister und Ehrenbürger von Schweidnitz
- Leopold Pelldram (1811–1867), römisch-katholischer Geistlicher, Bischof von Trier 1865–1867
- Robert Kretschmer (1818–1872), Maler und Zeichner
- Karl Theodor Robert Luther (1822–1900), Astronom
- Adolf von Randow (1828–1911), Bildhauer, Bankier und Mitglied des Landtages der Rheinprovinz
- Benno Tschischwitz (1828–1890), deutscher Pädagoge, Philologe, Gymnasiallehrer, Übersetzer und Schriftsteller
- Hermann von Vietinghoff (1829–1905), preußischer Generalleutnant
- Hermann Schaffer (1831–1914), katholischer Theologe, Schriftsteller und Träger des Roten Adlerordens
- Leonhard Zander (1833–1890), Intendanturrat, Reformer des Kösener SC-Verbandes
- Adolf von Scholz (1833–1924), preußischer Finanzminister und Staatssekretär im Deutschen Kaiserreich
- Gustav Adolf von Dresky (1835–1910), deutscher Turnpädagoge
- Paul von Kulmiz (1836–1895), Großindustrieller und Politiker
- Conrad von Studt (1838–1921), Politiker, Verwaltungsjurist
- Richard Gropius (1843–1930), Lehrer, Heimat- und Familienforscher
- Clara von Studnitz (1844–1927), Erzieherin und Reise-Schriftstellerin
- Gustav Müller (1851–1925), Astronom
- Georg Scheder (1853–1938), Marineoffizier, zuletzt Konteradmiral
- Albert Neisser (1855–1916), Dermatologe, Bakteriologe und Sozialhygieniker (Gonorrhoe)
- Georg Amsel (1862–nach 1949), Lehrer und Stenograf
- Georg Beer (1865–1946), Theologe und Hochschullehrer der Deutschen Christen
- Erich Mertin (1872–1928), Politiker, Reichstagsabgeordneter
- Albert Dietrich (1873–1961), Mediziner und Hochschullehrer
- Paul Kuhn (1874–1966), Opernsänger
- Hans W. Fischer (1876–1945), Schriftsteller, Theaterkritiker, Übersetzer und Herausgeber
- Karl Birnbaum (1878–1950), Psychiater und Neurologe
- Franz Busch (1878–nach 1950), Müller und Politiker (LDP), Mitglied des Landtags von Sachsen-Anhalt
- Karl Reinecke-Altenau (1885–1943), deutscher Maler, Schriftsteller und Lehrer arbeitete 1910–1912 dort als Lehrer
- Ferdinand Friedensburg (1886–1972), deutscher Politiker (DDP/CDU)
- Oswald Rösler (1887–1961), deutscher Bankmanager
- Michael Graf von Matuschka (1888–1944), Politiker (Zentrum)
- Hubert Schmundt (1888–1984), Marineoffizier, zuletzt Admiral im Zweiten Weltkrieg
- Manfred Freiherr von Richthofen (1892–1918), Kampfflieger, zog im Alter von neun Jahren nach Schweidnitz
- Wilhelm von Grolman (1894–1985), Nationalsozialistischer Politiker und SS-Führer
- Peter Adolf Thiessen (1899–1990), Chemiker
- Walther Krause (1890–1960), Offizier, Generalleutnant der Infanterie
- Kurt Riedel (1903–1945), Polizeibeamter und SS-Führer
- Klaus Hornig (1907–1997), Polizeioffizier und KZ-Opfer, verweigerte den Erschießungsbefehl gegen sowjetische Kriegsgefangene
- Heinz Starke (1911–2001), Politiker (FDP/CSU) und Bundesfinanzminister
- Georg Gärtner (1920–2013), Soldat, war 40 Jahre auf der Flucht vor dem FBI
- Charlotte Steurer (1921–1986), deutsch-österreichische Aktivistin der Homophilenbewegung
- Wolfgang Tschechne (1924–2019), Journalist und Publizist
- Ilse Wilken (1924–2018), Filmeditorin und Regieassistentin
- Hans Pfeiffer (1925–1998), Autor, Dramatiker und Erzähler
- Armin Müller (1928–2005), Schriftsteller und Maler, wurde 2004 Ehrenbürger
- Wolfgang Karl Heinz Neugebauer (1928–2020), Maler
- Ursula Vaupel (1928–2018), Gymnasiallehrerin, Historikerin, Politikerin und Autorin
- Ernst Ritter (1929–2023), Agrarwissenschaftler und Hochschullehrer auf dem Gebiet der Schweinezucht
- Franz Bernhard (1931–1971), Indologe
- Norbert Scholl (* 1931), römisch-katholischer Theologe und Autor
- Jochen Fischer (1932–2020), Politiker (CSU)
- Lothar Graap (* 1933), deutscher Komponist und Kirchenmusiker
- Gunther Gebel-Williams (1934–2001), deutsch-amerikanischer Dompteur
- Günter Franke (1935–2011), Architekt
- Hans-Jürgen Otto (1935–2017), Forstwissenschaftler und Forstbeamter
- Wolfgang Roßmann (* 1938), Richter und Kommunalpolitiker
- Manfred Kanther (* 1939), Politiker (CDU)
- Horst Kuhnert (* 1939), Bildhauer
- Norbert Wientzkowski (1940–2006), deutscher Gebrauchsgrafiker, Zeichner und Grafiker
- Sibylle Cramer (1941–2025), Literaturkritikerin
- Detlef Kulman (* 1941), Slawist, Bibliothekar und Ministerialbeamter
- Heinz Paetzold (1941–2012), Philosoph
- Henning Eichberg (1942–2017), deutsch-dänischer Kultursoziologe
- Elk Franke (* 1942), deutscher Sportwissenschaftler
- Karl Heinrich Pohl (* 1943), deutscher Historiker und Hochschullehrer
- Rajmund Andrzejczak (* 1967), Befehlshaber der polnischen Streitkräfte
- Bartosz Huzarski (* 1980), Radrennfahrer
- Anna Werblińska (* 1984), Volleyballspielerin
- Janusz Gol (* 1985), Fußballspieler
- Arkadiusz Piech (* 1985), Fußballspieler
- Patryk Klimala (* 1998), Fußballspieler